# 卡米洛蓬塞恩里克斯縣
3°3′S 79°44′W / 3.050°S 79.733°W
卡米洛蓬塞恩里克斯縣（西班牙語：Cantón Camilo Ponce Enríquez），是厄瓜多爾的縣份，位於該國南部，由阿蘇艾省負責管轄，始建於2002年3月16日，面積639.28平方公里，2010年人口21,998，人口密度每平方公里34人。